# David Chipperfield

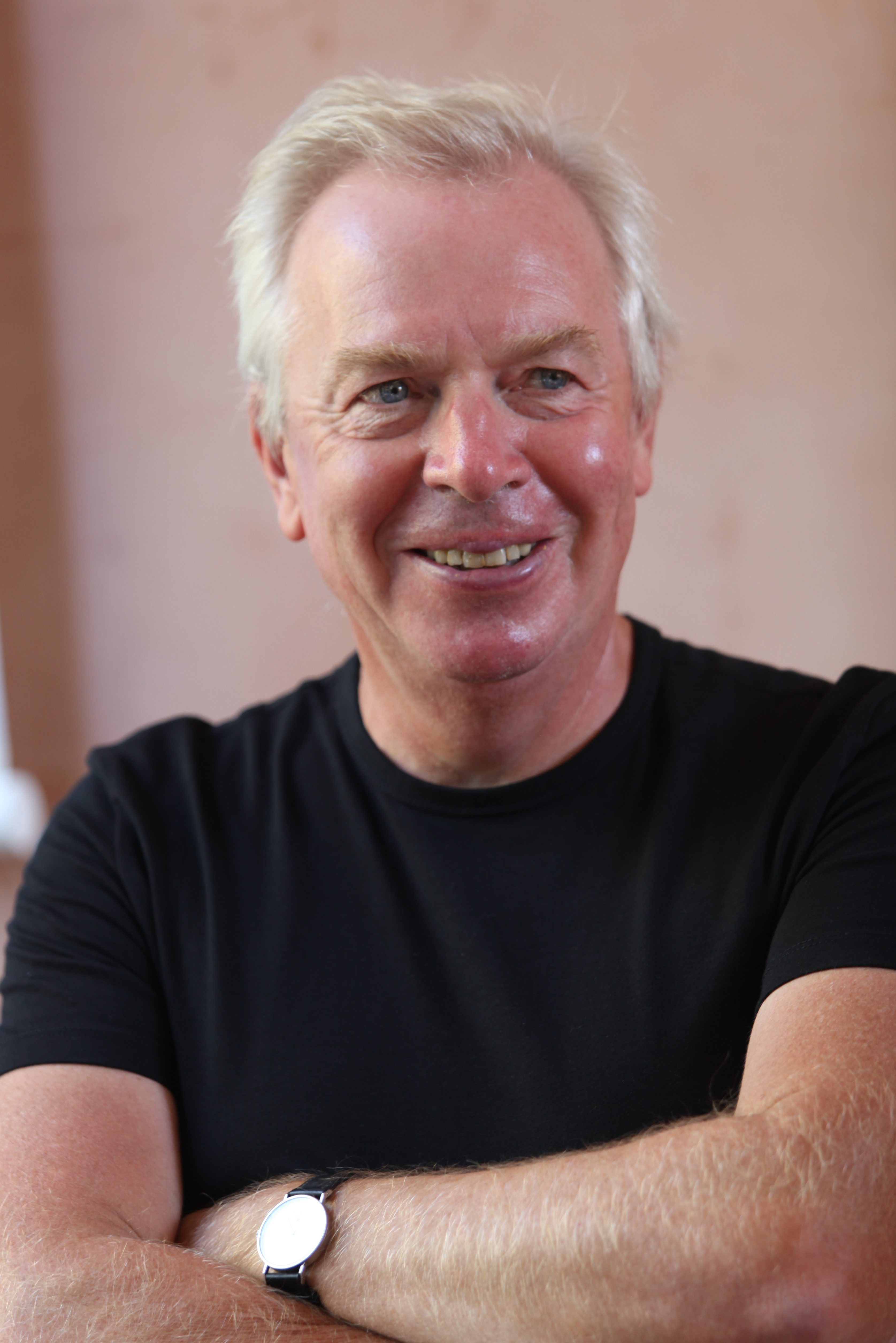
David Chipperfield (2012)

Sir David Alan Chipperfield, CH, CBE (* 18. Dezember 1953 in London, England) ist ein britischer Architekt und Träger des Pritzker-Preises.

## Leben
David Chipperfield ist der Sohn von Peggy und Alan John Chipperfield. Er wuchs auf einem Bauernhof in der Grafschaft Devon auf. Als sein Vater einen weiteren Hof sowie einige andere Gebäude hinzugekauft hatte und sie in Ferienwohnungen umbaute, half er ihm bei der Planung. Da er Gefallen daran fand, begann er ein Architekturstudium am Londoner Kingston Technical Institute. Dann wechselte er an die Architectural Association in London. Nach seinem Studienabschluss 1977 arbeitete er bei Douglas Stephen und anschließend im gemeinsamen Büro von Richard Rogers und Norman Foster.
1985 gründete Chipperfield das Architekturbüro David Chipperfield Architects in London. Weitere Büros folgten in Berlin (seit 1998), Shanghai (seit 2005), Mailand (seit 2006) und Santiago de Compostela (seit 2021). Zu den Bauaufgaben zählen Kultur-, Wohn-, Gewerbe- und öffentliche Projekte sowie Masterpläne. Mit David Chipperfield Design realisiert er zudem Produkte und Möbel, u. a. für Alessi, e15, Wästberg, Cassina IXC und Zumtobel.
David Chipperfield ist Ehrenmitglied des American Institute of Architects (AIA) sowie des Bundes Deutscher Architekten (BDA), wurde zum Royal Academician (RA) und zum Royal Designer for Industry (RDI) berufen. 2004 wurde er zum Commander of the Order of the British Empire (CBE) ernannt. 2009 erhielt er das Bundesverdienstkreuz der Bundesrepublik Deutschland. Für seine Verdienste um die Architektur in Großbritannien und Deutschland erhob Queen Elizabeth II ihn 2010 in den Adelsstand. Als Anerkennung für sein Lebenswerk erhielt er 2011 die RIBA Royal Gold Medal für Architektur und 2013 den Praemium Imperiale von der Japan Art Association. Sein Büro David Chipperfield Architects hat zahlreiche internationale Preise und Auszeichnungen für herausragende Entwurfsleistungen erhalten, darunter 2007 den RIBA Stirling Prize für das Literaturmuseum der Moderne in Marbach und 2011 den Preis der Europäischen Union für zeitgenössische Architektur – Mies van der Rohe-Preis sowie den Deutschen Architekturpreis für den Wiederaufbau des Neuen Museums.
David Chipperfield hat Architektur an Universitäten in Österreich, der Schweiz, Italien, Großbritannien und den USA gelehrt. Von 1995 bis 2001 war er Professor für Architektur an der Staatlichen Akademie der Bildenden Künste in Stuttgart und im Jahr 2011 Norman R. Foster Visiting Professor of Architectural Design an der Universität Yale. Im Jahr 2012 war er Kurator der 13. Internationalen Architekturbiennale in Venedig. 2020 war er Gast-Chefredakteur des italienischen Architekturmagazins Domus.
Im nordspanischen Galicien betreibt er seit 2016 die gemeinnützige Fundación RIA, die sich der nachhaltigen Entwicklung der Region widmet. Die Stiftung zielt darauf ab, ein tieferes Verständnis für Faktoren der Steigerung der Lebensqualität zu entwickeln und öffentliche und private Akteure zu vernetzen, um die Beziehung zwischen der gebauten und der natürlichen Umwelt zu verbessern. Sie konzentriert sich auf interdisziplinäre Studien, Pilotprojekte und strategische Gebietsplanung und verbindet globale Herausforderungen.
David Chipperfield ist einer der Erstunterzeichner der Initiative „UK Architects Declare Climate and Biodiversity Emergency“.
Chipperfield ist mit der Argentinierin Evelyn Stern aus Köln verheiratet und hat mit ihr drei erwachsene Kinder sowie einen Sohn aus einer vorherigen Ehe.

## Stil
Die stilistische Haltung Chipperfields resultiert sowohl aus einer intensiven Aneignung der klassischen Moderne als auch einer Beeinflussung durch die zeitgenössische japanische Architektur. Er bevorzugt natürliche, aufeinander abgestimmte Materialien, seine eher minimalistische Formensprache weist ihm eine Position zu, die postmoderne Formeln hinter sich gelassen hat.
Seine Herangehensweise ist geprägt von der Auseinandersetzung mit dem Ort und Kontext eines Gebäudes und der Idee, öffentlichen Raum zu schaffen, der einen Mehrwert für die Gesellschaft darstellt.

## Hauptwerke
Eine ausführlichere Liste fertiggestellter und laufender Projekte von David Chipperfield Architects siehe dort.
- Erweiterungsbau Kunsthaus Zürich, Schweiz, 2015–2021
- Grundinstandsetzung Neue Nationalgalerie, Berlin, Deutschland, 2012–2021

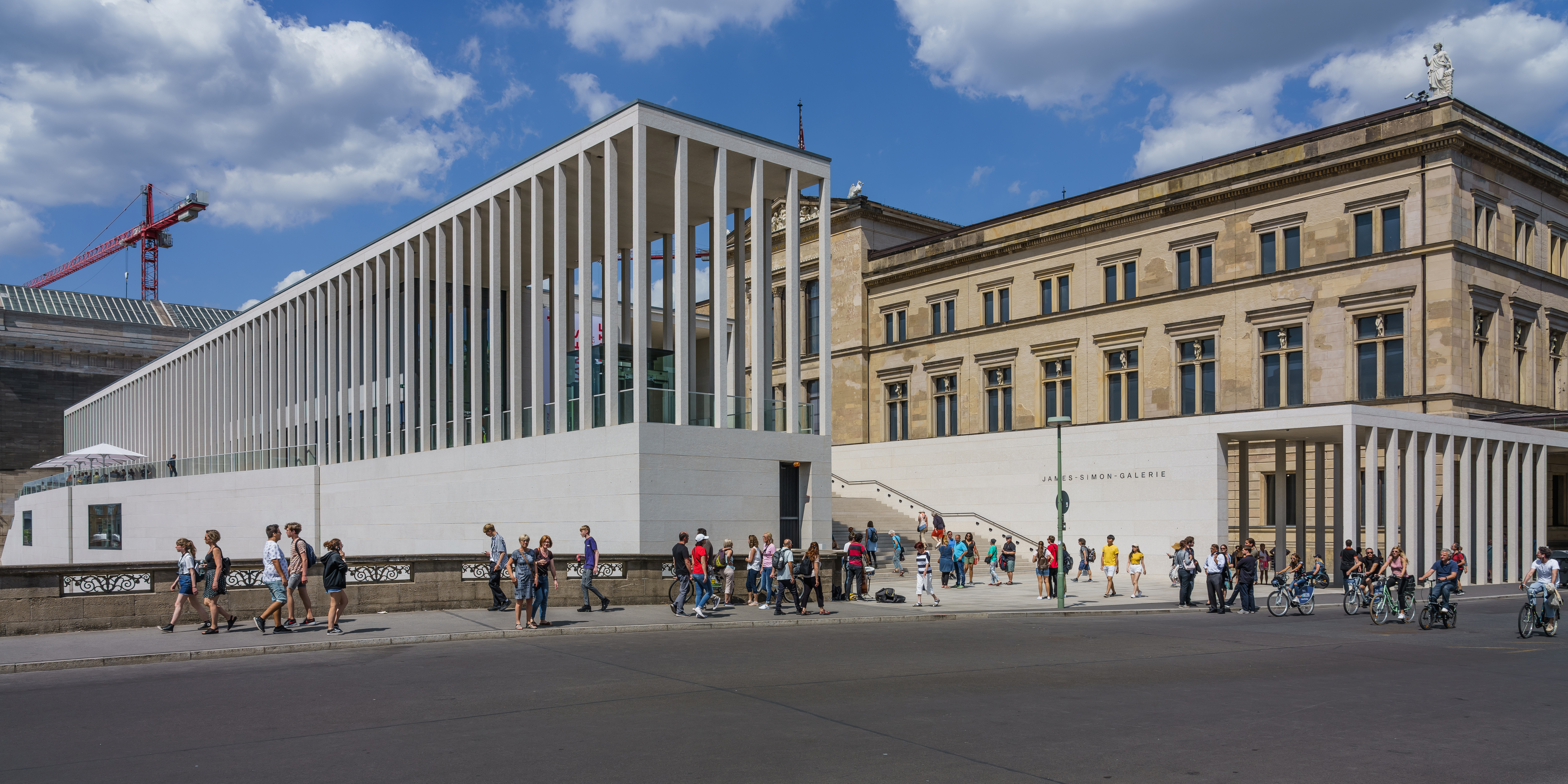
James-Simon-Galerie, Berlin

- James-Simon-Galerie, BerlinJames-Simon-Galerie, Museumsinsel Berlin, Deutschland, 2007–2018
- Inagawa Kapelle und Besucherzentrum, Hyogo, Japan, 2013–2017
- Amorepacific Headquarters, Seoul, Südkorea, 2010–2017
- Museo Jumex, Mexiko-Stadt, Mexiko, 2009–2013

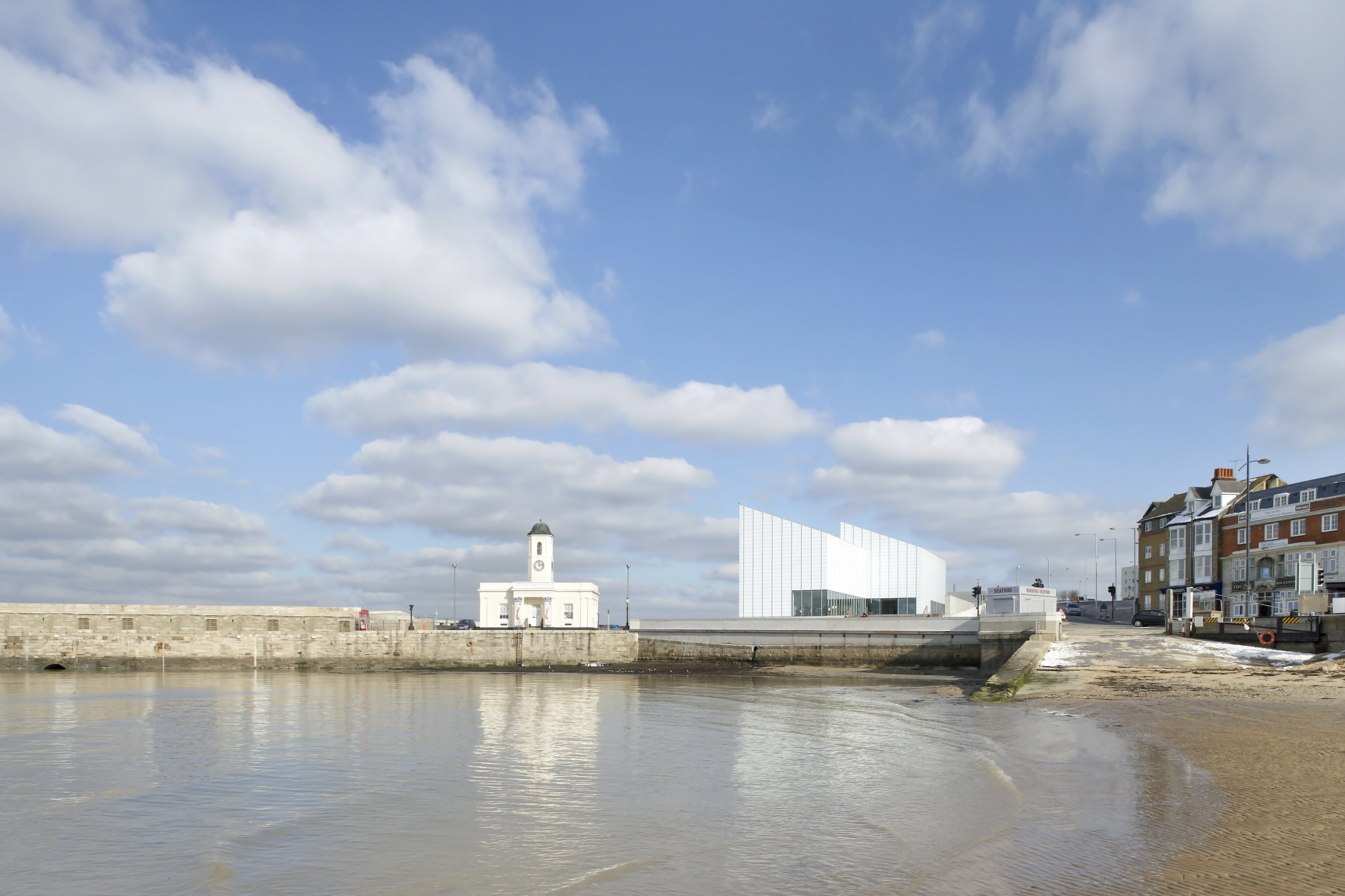
Turner Contemporary, Margate

- Turner Contemporary, MargateTurner Contemporary, Margate, Kent, UK, 2006–2011

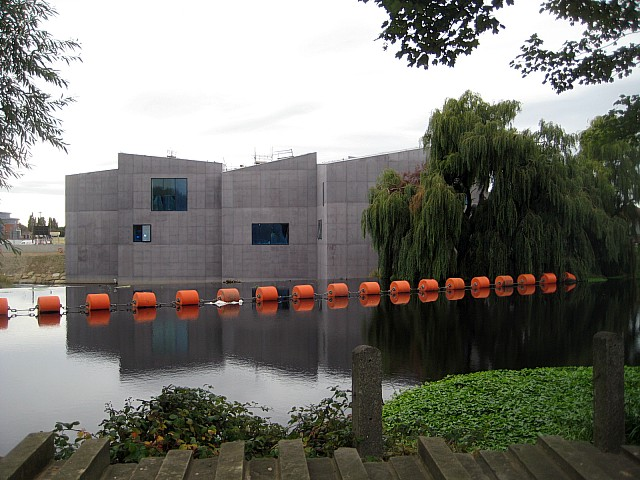
The Hepworth Wakefield, Wakefield

- The Hepworth Wakefield, WakefieldThe Hepworth Wakefield, Wakefield, West Yorkshire, UK, 2003–2011

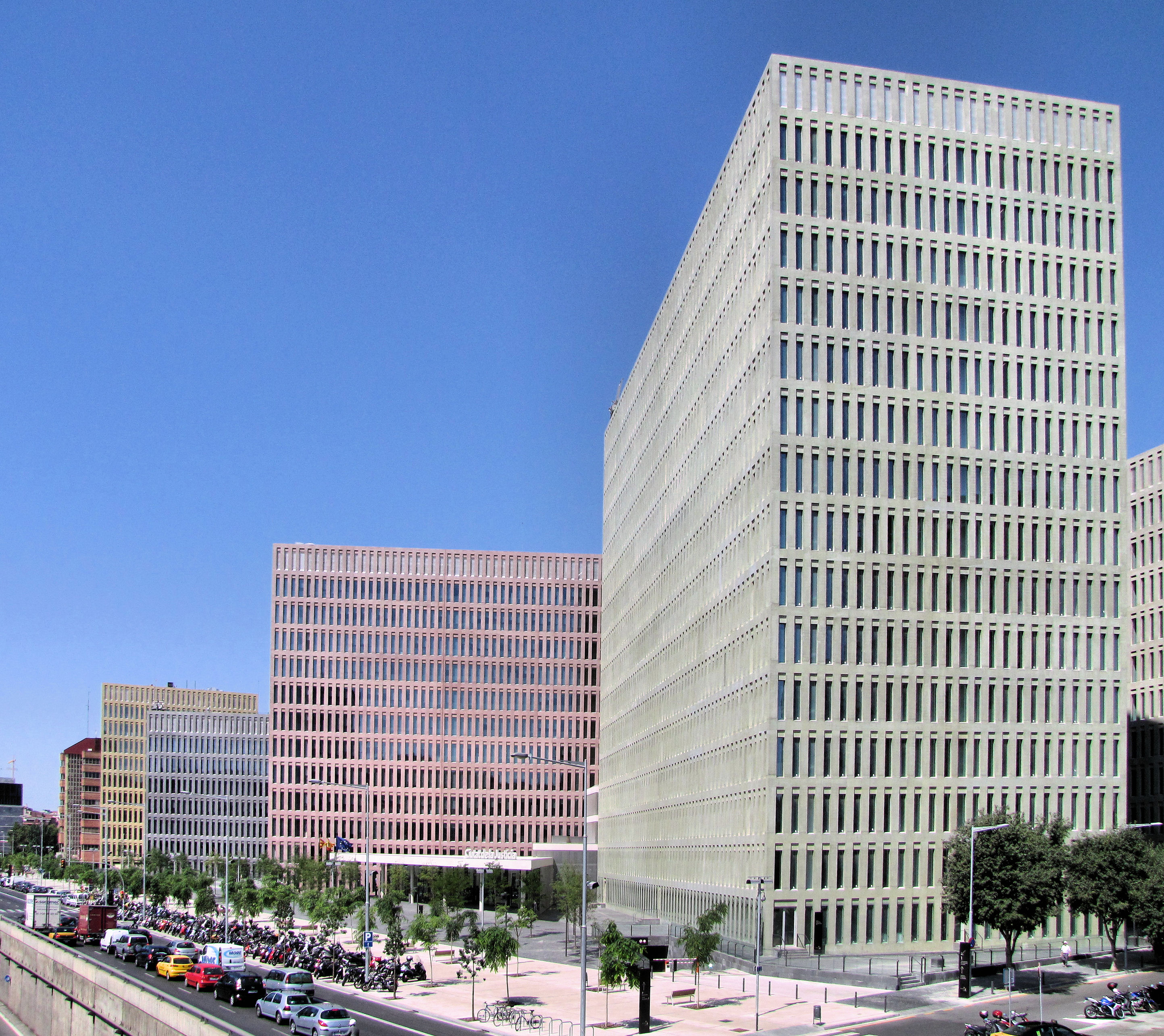
Die City of Justice in Barcelona, Spanien

- Die City of Justice in Barcelona, SpanienCity of Justice, Barcelona, Spanien, 2002–2011
- Museum Folkwang, Essen, Deutschland, 2007–2010
- Wiederaufbau Neues Museum, Museumsinsel Berlin, Deutschland, 1997–2009

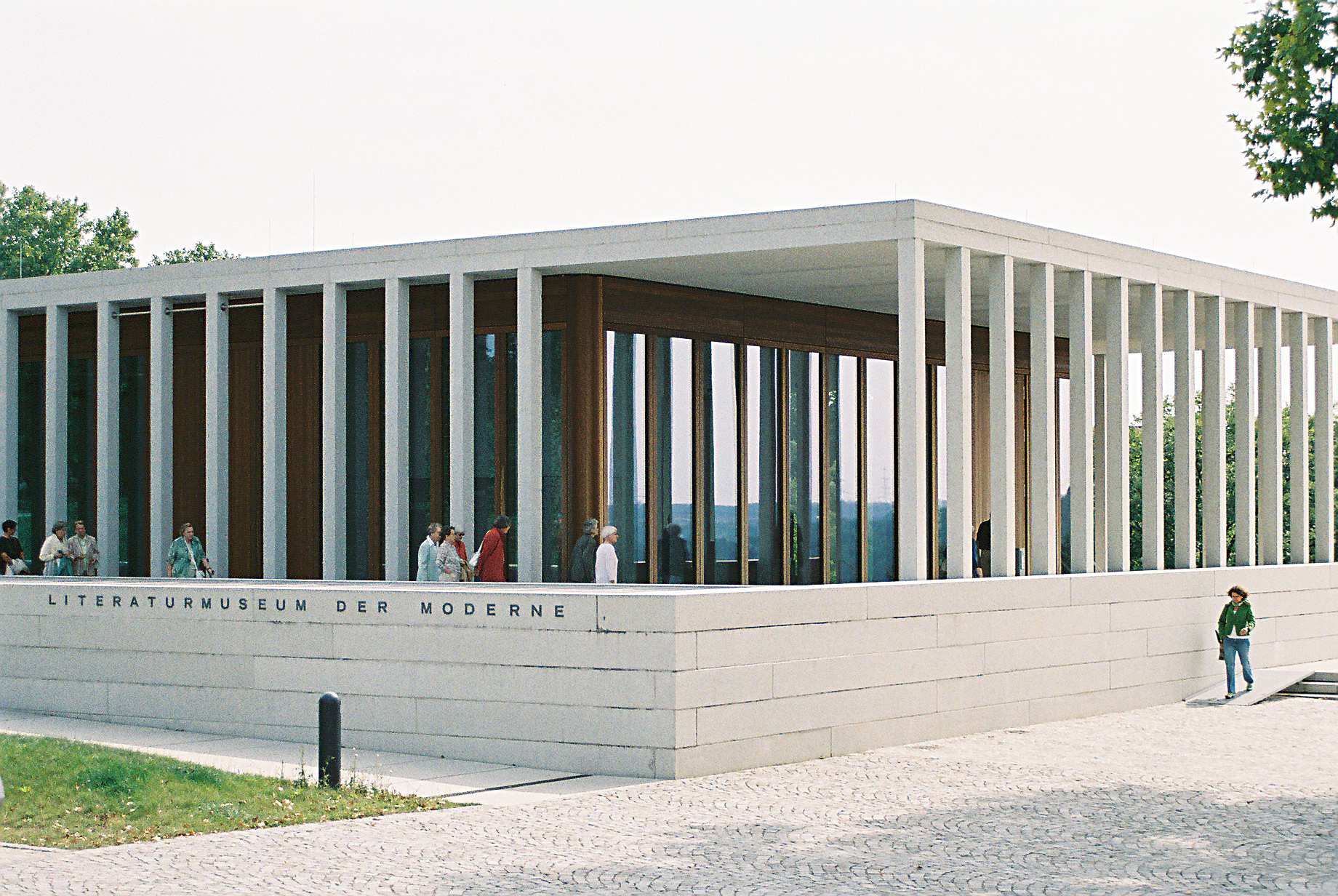
Literaturmuseum der Moderne, Marbach

- Literaturmuseum der Moderne, MarbachLiteraturmuseum der Moderne, Marbach am Neckar, Deutschland, 2002–2006
- America’s Cup Building ‚Veles e Vents‘, Valencia, Spanien, 2005–2006
- Des Moines Public Library, Des Moines, Iowa, USA, 2002–2006
- Kaistraße Studios, Düsseldorf, 1994–1997
- River & Rowing Museum, Henley-on-Thames, UK, 1989–1997[11]

## Ehrungen und Auszeichnungen
Eine Auswahl an Auszeichnungen für David Chipperfield, Auszeichnungen für Projekte von David Chipperfield Architects siehe dort.
- 1999: Heinrich-Tessenow-Medaille in Gold
- 2003: Ehrenmitgliedschaft der Florentiner Akademie für Kunst und Design
- 2004: Commander of the Order of the British Empire (CBE)
- 2007: Ehrenmitgliedschaft des Bundes Deutscher Architekten BDA
- 2007: Ehrenmitgliedschaft des American Institute of Architects AIA
- 2009: Großes Verdienstkreuz der Bundesrepublik Deutschland für seine Verdienste um die Architektur
- 2009: Verleihung des Titels Knight Bachelor für seine Verdienste um die Architektur in Großbritannien und Deutschland[12]
- 2010: Großer DAI-Preis für Baukultur des Verbandes Deutscher Architekten- und Ingenieurvereine für sein Gesamtwerk[13]
- 2011: Royal Institute of British Architects RIBA Royal Gold Medal für das Lebenswerk
- 2012: Piranesi Prix de Rome Career Achievement Award 2012 für das Lebenswerk
- 2013: Praemium Imperiale für herausragende Leistungen in der Architektur
- 2020: Aufnahme in den Order of the Companions of Honour (CH)

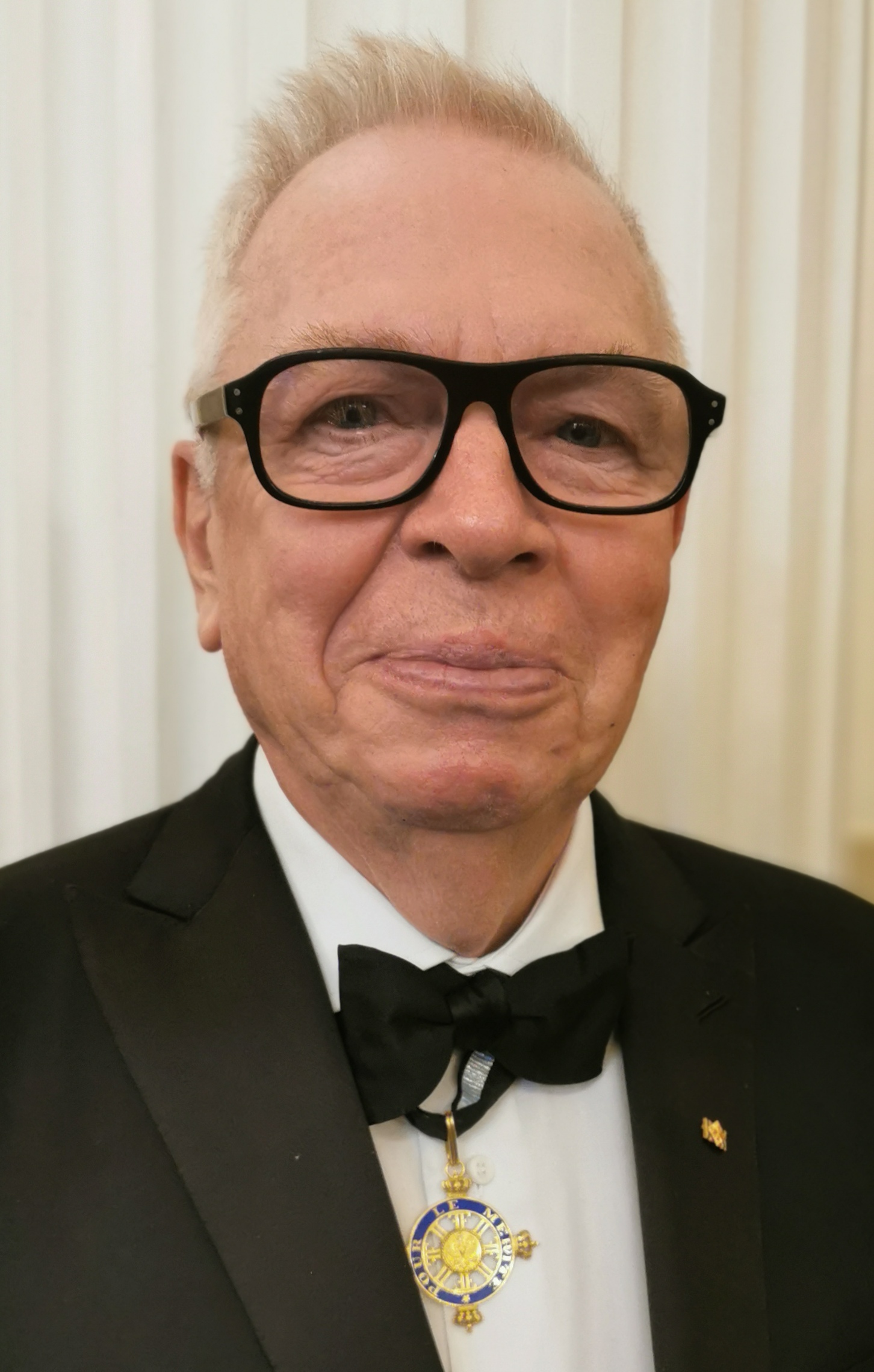
David Chipperfield mit dem Orden pour le Mérite und dem Großen Verdienstkreuz mit Stern (2025)

- 2022: Pour le mérite für Wissenschaft und Künste
- 2022: German Design Award  (Personality Award) für das Lebenswerk[14]
- 2023: Pritzker-Preis[15]
- 2023: Bundesverdienstkreuz (Großes Verdienstkreuz mit Stern)[16]

## Publikationen
- David Chipperfield (Autor), Joseph Rykwert (Einleitung): Theoretical Practice. British Library, UK, 1994, ISBN 1-874056-71-4.
- David Chipperfield, Kieran Long, Shumi Bose: Common Ground: exhibition guide. Marsilio Editori, Italien, 2012, ISBN 978-88317-1435-8.
- David Chipperfield, Kieran Long, Shumi Bose: Common Ground: exhibition catalogue. Marsilio Editori, Italien, 2012, ISBN 978-88-317-1366-5.
- Simon Kretz, David Chipperfield: On planning – a thought experiment. Koenig books, London – ETH Zürich 2018, ISBN 978-3-96098-300-2.
- Domus. Nr. 1042 (1.2020) bis 1051 (11.2020). Editoriale Domus S.p.A. Rozzano (Milano). ISSN 0012-5377 (als Chefredakteur)

## Filme
- Ein Eingang für die Ewigkeit. Dokumentation. Regie: Carola Wedel, Produktion: 3-Sat, Erstsendung: 29. November 2016, Video.
- Imagine... David Chipperfield: A place to be. Dokumentation. Regie: Roger Parsons, Moderation: Alan Yentob, Produktion: BBC One, Reihe: Imagine, 2015, 57 Min., Erstsendung: 1. Dezember 2015, Video.
- David Chipperfield. Dokumentation. Deutschland, 2009, 43 Min., Regie: Sabine Carbon, Produktion: RBB, Erstsendung: 11. Juli 2009, Inhaltsangabe.